# Thierry Correia
Thierry Rendall Correia (Amadora, 9 de març de 1999) és un futbolista professional portuguès que juga en la demarcació de lateral dret al València CF.

## Carrera esportiva
Va formar-se com a futbolista en l'Sporting CP, debutant amb el primer equip el 29 de novembre de 2018 en la Lliga Europa de la UEFA contra el Qarabağ FK, després de substituir Bruno Gaspar en el minut 74. En total jugaria quatre partits de lliga amb l'Sporting, debutant com a titular en un partit contra el València en un trofeu amistós.

### València CF
El 2 de setembre de 2019 va fitxar pel València CF en un traspàs de 12 milions d'euros. Va signar contracte fins al 30 de juny de 2024 amb una clàusula de rescissió de 100 milions. Va debutar en La Liga aquell mateix mes, jugant els 90 minuts en un empat 3–3 a casa contra el Getafe CF.
Correia va marcar el seu primer gol com a sènior el 7 de gener de 2021, el que tancava la victòria per 4–1 a fora contra el Yeclano Deportivo a la segona ronda de la Copa del Rei.